# Rafael Barceló i Roig
Fra Rafael Barceló i Roig (Llucmajor, Mallorca, l'1 de juliol de 1648 - Menorca, el 2 de juny de 1717, fou un doctor i teòleg franciscà lul·lista mallorquí.

## Obres
- Rationalis astreae Raymundisticam et Alchimisticam ad diologeticum convocantis Iuctament, ut juxta allegata et utriusque probata exactiori lance trutinas incluctabilem ferat crisim

- 1688: Deus cum tua divina gratia et amore, incipit brevis succintaque (tractatus) de sacramentis in genere evisceratio juxta inconcussam venerabilis magistri Doctoris Ill. Christique invictissimi martiris Raymundi Lulli mentem. Per fratrem Raphaelem Barceló, ordinis minorum Seraphici patris nostri Sancti Francisci regularis observantiae, sacre theologiae lectorem, et in Baleari universitate doctrinae Lulliane professorem elaborata. Primam imponit manum die 10 mensis novembris anno à virgineo partu

- 1691: De matrimonii sacrojuxta venerabilis magistri Doris. illuminati B. Raymundi Lulli mentem. Per Fratrem &.c. elaborata

- 1693: Deus cum tua divina gratia, sapientia, et amore, incipit brevis de Baptismo enodatio juxta inconcussam Ill. Ds. Raymundi Lulli meritem. Per Fratrem &lc. Primam imponit manum die 19 mensis octobris, anno á Virgineo partu